# Psit!!!
Psit!!! hebdomadário cómico ilustrado por Bordalo Pinheiro, nasceu no Rio de Janeiro a 15 de setembro de 1877 e durou escassos 3 meses, já que a 17 de novembro publicou-se o seu último número. Seguia o estilo irónico e brincalhão característico de RBP, que propunha “riso, muito riso, gargalhadas até mais não, mas também observação crítica”, trazendo ao público vários temas como “a ópera, o teatro, os touros, em claro detrimento da política, satirizada, quando calha”.